# Monocentrus fuscoviridis
Monocentrus fuscoviridis är en insektsart som beskrevs av Boulard 1971. Monocentrus fuscoviridis ingår i släktet Monocentrus och familjen hornstritar. Inga underarter finns listade i Catalogue of Life.